# Ахсан, Саед Мохаммад
Саед Мохаммад Ахсан  (урду ﺴﻴﺩ ﻣﺤﻣﺪ ﺍﺣﺴﻦ‎) — видный пакистанский военачальник, главнокомандующий военно-морским флотом страны с 20 октября 1966 по 31 августа 1969 года. Специалист по военно-морской разведке, вице-адмирал Ахсан в период своей военной карьеры участвовал в становлении, развитии и модернизации пакистанского флота, его разведывательного отделения и сил специального назначения. В качестве главы разведки ВМС участвовал во 2-й индо-пакистанской войне. Одновременно с воинской карьерой занимал ряд государственных должностей, был министром финансов страны, губернатором Восточного Пакистана.
Будучи наиболее доверенным лицом президента и главы военного режима фельдмаршала Айюб Хана, присутствовал на всех совещаниях под председательством Хана. В период военной диктатуры был вторым по значимости и влиянию человеком страны, играл существенную роль в военной и стратегической политике Пакистана. В 1969 году, после ухода с поста начальника штаба ВМС, был назначен главой военной администрации Восточного Пакистана по предложению (к этому моменту) бывшего президента страны.
1 сентября 1969 года вице-адмирал Асхан принял всю полноту власти в Восточном Пакистане с абсолютными политическими и военными полномочиями. Одновременно с губернаторскими функциями Саед Мохаммад Ахсан занимал пост главнокомандующего Восточнопакистанского военного верховного командования вплоть до своей отставки 7 марта 1971 года.

## Ранние годы
Саед Ахсан родился и вырос в образованной семье княжества Хайдарабад. Окончив Индийскую военно-морскую академию, он сдаёт вступительные экзамены в университет Османия. Его обучение оплачивалось за счёт Имперского королевского флота и завершилось в 1943 году получением степени бакалавра статистических и физических наук. В Индийском колониальном флоте состоял с 1940 года, в 1943 году получает звание младший лейтенант флота. После окончания университета Османия, лейтенант Ахсан получает назначение в отдел морских операций и переезжает в Великобританию. Там поначалу работает инженер-механиком корабельных орудийных систем. К 1945 году он несколько поднимается по служебной лестнице до звания лейтенант, принимает участие во Второй мировой войне. Уже лейтенантом, работает старшим помощником командира королевских морских инженеров в среде совершенствования электрических и радарных систем, позволявших заблаговременно определять появление и координировать действия против немецкого флота в проливе Ла-Манш. За свою службу награждён орденом «За выдающиеся заслуги». После войны возвращается в Британскую Индию и колониальный флот. В 1946 году становится адъютантом 1-го графа Маунтбеттена Бирманского, верховного главнокомандующего британских сил в регионе, сопровождает его на встречах посвящённых преодолению кризиса в Британской Индии. А после её распада принимает гражданство Пакистана и выбирает службу в пакистанском флоте. Его сразу производят в капитан-лейтенанты и назначают военным советником генерал-губернатора Мухаммада Али Джинны.
30 сентября 1949 года Ахсан становится помощником капитана первого эсминца PNS Tippu Sultan в пакистанских военно-морских силах. В 1950 году возглавляет эсминец PNS Tariq, на котором участвует в визите доброй воли на Мальту, в 1951 году короткое время руководил эсминцем Tughril.

## Штабные должности
В 1952 году его кандидатура рассматривалась на должность командующего военно-морской разведки. В итоге, он был назначен заместителем начальника этой структуры, где занимался формированием политики и становлением пакистанской военно-морской разведки и руководства межведомственной разведки (ISI) страны. В конце декабря 1952 года, генерал-майор Роберт Коутхоум, начальник управления межведомственной разведки, в своём рапорте просил коммандера Ахсана детально обсудить в среде ВС Пакистана основные принципы устройства ISI. В ходе этого совещания с представителями ISI, Ахсан подчёркивал, что Восточный Пакистан нельзя оставлять без внимания, что эта провинция заслуживает статуса равноценного с Западным Пакистаном, в противном случае стране грозит раскол. В 1958 году ему было присвоено звание капитана, он стал офицером штабной группы и выполнял обязанности главы военного секретариата Рааны Лиакат Али Хан, супруги бывшего премьер-министра Лиакат Али Хана. В 1960 году вместе со званием коммодора, Ахсан получает назначение в главное управление ВМС Пакистана в Карачи. Там он создаёт командование материально-технического обеспечения пакистанского ВМФ, призванное наладить сообщение между провинциями Восточного и Западного Пакистана, организовывает Карачскую базу МТО пакистанского ВМФ, становится первым её командующим. В этом статусе он инспектирует и осуществляет надзор над другими проектами флота и строительстве штаба военно-морских операций в Карачи. В 1961 году, Ахсан становится начальником управления военно-морской разведки и основывает соответствующее специальное подразделение в составе флота. В 1964 году его производят в чин контр-адмирала и он в ходит в кабинет Айюб Хана в качестве главы военного секретариата премьер-министра, который одновременно являлся главнокомандующим пакистанской армии и президента страны. В короткое время, контр-адмирал Ахсан завоевал авторитет у президента, консультируя его по важным военным вопросам. Он принимал участие в каждом совещании с участием Айюб Хана и играл важную роль в принятии военных решений. При его непосредственном участии было основано Восточнопакистанское военное верховное командование. Ахсан был противником любых военных акций направленных против Восточного Пакистана и соответствующим образом настраивал президента.

### Период индо-пакистанской войны 1965 года
Вслед за провалом операции «Гибралтар», в Кашмире, Индия атаковала Пакистан и началась вторая индо-пакистанская война. Будучи начальником управления военно-морской разведки, Ахсан планировал операцию «Сомнатх» в районе Дварки, выбирал и назначал командующего задействованного в операции флота. Результаты операции были смешанные, но за её счёт был сорван налёт индийских ВВС на Карачи и пакистанские прибрежные территории. В дальнейшем Ахсан анализировал донесения разведки о расположении индийского флота и планировал военно-морские операции против него. По окончании войны Айюб Хан наградил его наивысшей гражданской наградой страны — орденом «Нишан-е-Пакистан». Таким образом, Ахсан стал единственным морским офицером удостоившегося этой награды. В то же время он произведен в вице-адмиралы. 20 октября 1966 года, около года после войны, Айюб Хан лично назначил его 4-м главнокомандующим военно-морским флотом страны.